# Stenancistrocerus obstrictus
Stenancistrocerus obstrictus är en stekelart som först beskrevs av Moravitz 1895.  Stenancistrocerus obstrictus ingår i släktet Stenancistrocerus och familjen Eumenidae. Inga underarter finns listade i Catalogue of Life.